# Georg Viktor Weber
Georg Viktor Weber (Ober-Erlenbach, 25 de febrer de 1838 - 1911) fou un compositor alemany.
Feu els estudis musicals a Ratisbona sota la direcció de Hans Schrems i el 1863 s'ordenà sacerdot. Tres anys més tard fou nomenat mestre de capella de la Catedral de Magúncia, en aquest càrrec desplegà múltiples activitats i feu executar quasi exclusivament música a cappella dels grans autors dels segles XV i XVI.
A banda de nombroses misses, motets i salms, publicà:
- Manuale cantus ecclesiastici juxta ritum S. Rom, ecclesiae: (1878)
- Orgelbuch sum Mainzer Diöcesan Gesangbuch: (1880; 3.ª ed., 1869)
- Ueber Orgeldispositionen: (1890)
- Die Verbesserung der Medicae: (1901)

A més, col·laborà, en el Caecilien-Kalender d'en Haberl.